# 愛川欽也のロマン探訪
『愛川欽也のロマン探訪』（あいかわきんやのロマンたんぼう）は、1991年4月17日から同年9月18日までテレビ東京系列局で放送されていた教養番組である。テレビ東京とIVSテレビ制作の共同製作。全22回。放送時間は毎週水曜 20:00 - 20:54 （日本標準時）。

## 概要
金曜19:00枠で放送されていた『愛川欽也のこれがミステリー』に替わってスタートした。番組は、毎回ある1つの事に情熱を捧げた「庶民」たちの歴史を振り返っていた。司会は愛川欽也が、パネラーはハナ肇と松居直美が務めていた。

## テーマ
1. チョコレート
2. リンゴ
3. 住居
4. 国産車
5. 東京オリンピック
6. （不明）
7. ラジオ
8. 東海道新幹線
9. 昭和ヒット歌謡
10. テレビ
11. 豪華客船
12. ラーメン
13. 遊園地
14. 花火
15. 軽井沢
16. カレーライス
17. 動物園
18. パチンコ
19. 旅客機
20. 寿司
21. 温泉
22. スター